# 2. gardijska brigada HVO
2. gardijska brigada je bila gardijska mehanizirana brigada Hrvatskog vijeća obrane tijekom rata i poslijeraća u Bosni i Hercegovini.
Brigada je utemeljena 13. prosinca 1993. godine odlukom Glavnog stožera HVO-a, a kroz nju je prošlo 5.000 gardista. Sjedište brigade je bilo u vojarni Stanislav Baja Kraljević u Rodoču, južnom prigradskom naselju grada Mostara.
2. gardijska brigada je odlikovana Redom Nikole Šubića Zrinskog povodom Dana pobjede i domovinske zahvalnosti i 25. obljetnice Operacija Oluja 2020. godine.

## Povijest
Brigada je prošla mnoge bojišnice do južnog, dubrovačkog bojišta do Manjače, pritom oslobodivši mnoge gradove (Kupres, Glamoč, Mrkonjić Grad, Jajce, Šipovo ...) i kao takva slovila je za jednu od najslavnijih i najboljih postrojbi Hrvatskog vijeća obrane, a svoje živote za domovinu i slobodu dala su čak 163 pripadnika ove brigade. Kapelica sv. Ivana Krstitelja, zaštitnika brigade, koja se nalazi unutar spomenute vojarne ujedno je i spomenik palim braniteljima, na zidovima su ploče s imenima i slikama poginulih gardista.
Nakon rata zadaće brigade su bile da unutar HVO-a, koji je zajedno s Armijom BiH činio Vojsku Federacije Bosne i Hercegovine, štiti bošnjačko-hrvatski entitet u BiH od rata, poplava, požara i sl. Brigada je tijekom 1998. godine bila na obuci u Turskoj, u sklopu NATO-a.
Tijekom 2001. godine, 2. gardijska brigada zajedno s ostalim postrojbama hrvatske komponente Vojske FBiH daje potporu Hrvatskoj samoupravi. Hrvatski narodni sabor je pozvao časnike i vojnike hrvatske komponente Vojske Federacije BiH na samoraspuštanje. Većina časnika i vojnika, samovoljno, ovaj je poziv ispoštovala, te su vojarne HVO-a ostale prazne. Jedine posljedice samoraspuštanja, na kraju, su bile nekoliko izgubljenih plaća za vojnike i časnike HVO-a, kao i gubitak položaja u vojnoj hirerahiji za one osobe koje su se najgorljivije založile da se raspuštanje provede.
Reformom obrane u BiH 2005. godine Vojska Federacije BiH zajedno s Vojskom Republike Srpske je integrirana u sastav Oružanih snaga Bosne i Hercegovine. Danas se Oružane snage Bosne i Hercegovine sastoje od tri pukovnije, a 1. pješačka (gardijska) pukovnija je nasljednica Hrvatskog vijeća obrane.

## Sastav
U prosincu 1993. godine u sastav 2. gardijske brigade HVO-a ušle su:
- ATJ Širokobriješka Kažnjenička bojna HVO
- Lakojurišna bojna
- Hrvatska legija časti
- 60. gardijsko-desantna bojna Ludvig Pavlović
- Postrojba za posebne namjene Gavran 2

## Odlikovanja
2. gardijska brigada je odlikovana Redom Nikole Šubića Zrinskog povodom Dana pobjede i domovinske zahvalnosti i 25. obljetnice Operacija Oluja 2020. godine.

## Galerija
- Dva tenka T-55 Hrvatskog vijeća obrane u borbenom položaju tijekom vojne vježbe na poligonu u Glamoču.
- Pripadnici 2. gardijske brigade HVO-a pucaju iz strojnice 12.7mm, na borbenom tenku T-55, tijekom vojne vježbe.
- Pripadnici 2. gardijske brigade HVO-a pucaju iz strojnice 12.7mm na tenku T-55, tijekom vojne vježbe.
- Pripadnik Hrvatskog vijeća obrane kod 122mm haubice D-30J tijekom vojne vježbe.
- Pripadnik 2. gardijske brigade HVO-a ispaljuje projektil iz 122mm haubice D-30J, tijekom vježbe.

## Srodni članci
- Hrvatsko vijeće obrane

## Unutarnje poveznice
| - Bosanskohercegovački Hrvati u Ratu u Bosni i Hercegovini - Hrvatska Republika Herceg-Bosna - ATJ Širokobriješka Kažnjenička bojna HVO - Bošnjačko-hrvatski sukob - Operacija Cincar | - Operacija Zima '94. - Operacija Ljeto '95. - Operacija Maestral - Federacija Bosne i Hercegovine - Hrvatska samouprava u Bosni i Hercegovini |